# Szepesolaszi
Szepesolaszi (szlovákul Spišské Vlachy, németül Wallendorf, latinul Latina Villa) város Szlovákiában, a Kassai kerület Iglói járásában. A 16 egykori szepesi koronaváros egyike.

## Fekvése
Iglótól 21 km-re keletre, a Hernád partján, a Branyiszkói-hegység és a Király-hegy keleti részének érintkezésénél fekszik.

## Nevének eredete
Nevét egykori olasz lakosairól kapta, akik a közeli Szepesi vár építéséhez érkeztek ide. A név előtagja az egykori vármegyei hovatartozásra utal.

## Története
A települést 1242-ben az Alsó-Rajnavidékről származó németek alapították. Hozzájuk egy Jászón élt olasz közösség is csatlakozott, akiket a Szepesi vár építéséhez telepítettek ide. Első írásos említése 1243-ban történt „Olazi” alakban. 1258-ban „Olozy”, 1270-ben „Latina Villa” megnevezéssel találjuk. Kiváltságait, mint szepesi német település 1273-ban IV. Lászlótól kapta. 1283-ban „Olosci” a település neve. 1317-ben a szepesi szász városok szövetségének tagjaként már város volt. 1328-ban „Wallendorff”, 1337-ben „Villa Latina vulgariter Olazy” formában írják a nevét. Egyike volt a Zsigmond által a lengyeleknek elzálogosított szepesi városoknak, így 1412 és 1772 között Lengyelországhoz tartozott. 1666-ban tűzvész pusztította. A 18. században határában rezet bányásztak. 1778 és 1876 között a XVI. Szepesi város kerületének része. A 18. századig határában rezet bányásztak és rézolvasztó kohó is működött itt. A 18. század végén jelentős kovácscéhe volt a városnak. 1786-ban „Wlahi” néven említik a korabeli források. 1828-ban 3250 lakos és 71 kézműves élt itt.
Fényes Elek 1851-ben kiadott geográfiai szótárában így ír a városról: „Olaszi, Wallendorf, tót f., Szepes vmegyében, Lőcséhez keletre 2 mfdnyire a Hernád mellett: 2256 kath., 982 evang. német lak. Van egy régi kath. paroch. temploma, evang. szentegyháza, vegyes polg. oskolája, papiros- és több lisztmalma, kőmárvány-, rét-, vasbányái. A városi pleb. Zsigmond király idejétől fogva Kolinfalva helységet is birja. – Olaszi igen régi város. Már IV. Béla 1243-ki szabadság levelében ezeket olvashatni: „Hospites in villa Olaszi de Tarnova congregati.” A döghaláltól, gyakori tüztől, áradásoktól sokat szenvedett. Ut. post. Lőcse.”
A települést 1862-ben újra hatalmas tűzvész pusztította. 1871-től lakóinak egy része vasmunkás volt, mások nagy építkezéseken dolgoztak kőművesként. A 19. század végén határában téglagyár, gőzfűrész üzemelt. A trianoni diktátumig Szepes vármegye Szepesváraljai járásához tartozott.
Nagy károkat szenvedett az 1924. évi tűzvészben. 1992-ben újra várossá nyilvánították.

## Népessége
| Év:            | 1994. | 2004.   | 2014.   | 2024.   |
| -------------- | ----- | ------- | ------- | ------- |
| Emberek száma: | 3434  | 3550    | 3577    | 3295    |
| Eltérés:       |       | +3,37 % | +0,76 % | -7,88 % |

| Év:            | 2023. | 2024.   |
| -------------- | ----- | ------- |
| Emberek száma: | 3300  | 3295    |
| Eltérés:       |       | -0,15 % |

1910-ben 2413-an lakták, ebből 1613 szlovák, 440 német és 154 magyar.
2011-ben 3610 lakosából 3387 szlovák és 4 magyar.
2021-ben 3387 lakosából 3141 szlovák, 38 (+143) cigány, 3 magyar, 2 ruszin, 13 egyéb és 190 ismeretlen nemzetiségű volt.

## Neves személyek
- Itt született 1572-ben Spillenberger Sámuel orvos.
- Itt született Simonides János iskolarektor, evangélikus gályarab, utazó, író.[5]
- Itt született 1795. március 25-én Vásárhelyi Pál vízépítő mérnök, a Magyar Tudományos Akadémia tagja.
- Itt született 1813-ban Bokrányi János jogtudós, királyi tanácsos és akadémiai jogtanár.
- Itt született 1819-ben Volny József kohómérnök, az ózdi és a salgótarjáni kohászat fontos egyénisége.
- Itt született 1855-ben Theisz Gyula bölcseleti doktor, főreáliskolai tanár, irodalomtörténész, műfordító.
- Itt született 1879-ben Förster Jenő levéltáros, történész.
- Itt hunyt el 1886-ban Kalchbrenner Károly botanikus, mikológus, evangélikus lelkész, a Magyar Tudományos Akadémia rendes tagja.
- Itt született 1922-ben Terray Elemér, a Germanisztika kutatója, európai hírű tudós.

## Nevezetességei
- Keresztelő Szent Jánosnak szentelt gótikus, római katolikus plébániatemploma 13. századi eredetű. 1434-ben a sérült templomot gótikus stílusban átépítették. A török időkben erődített volt. Késő gótikus keresztelőmedencéje (1497), feszülete (1520) van, mely Lőcsei Pál mester műhelyéből származik. A templom berendezése barokk, főoltára 18. századi rokokó stílusú. Tornya a 19. század második harmadában készült.
- A plébánia épülete eredetileg 15. századi gótikus, a 17. században átépítették.
- Evangélikus temploma 1783-ban épült a korábbi, 1694-ben épített, de 1727-ben leégett fatemplom helyén. Homlokzata és tornya a 19. század elején készült klasszicista stílusban. 1862-ben a templom teteje leégett, de újjáépítették.
- A városháza a 15. században épült gótikus stílusban, tornyos része ma római katolikus templom, amely Szűz Mária Mennybemenetele tiszteletére van szentelve. Az épületet 1886-ban megújították.
- Keresztelő Szent János kápolnája 1832-ben épült.
- A barokk Mária-oszlop 1728-ban készült, 1873-ban renoválták.
- A város polgárházai között számos gótikus, reneszánsz és barokk lakóház van.
- Határában van a Plejsy nevű üdülőközpont.